# Molise
Molise is een regio in Zuid-Centraal Italië, de op een na kleinste regio van het land. Tot 1963 maakte Molise samen met Abruzzen deel uit van de regio "Abruzzen en Molise", maar daarna werd het een afzonderlijke entiteit. In het noordwesten grenst de regio aan Abruzzen, in het westen aan Latium, in het zuiden aan Campanië, in het zuidoosten aan Apulië en in het noordoosten aan de Adriatische Zee.
De oppervlakte regio neemt ongeveer één zevenenzestigste van het nationale territorium in beslag, oftewel 1,4%. Qua grootte staat de regio op de negentiende plaats, net voor Valle d'Aosta. Van de 1000 Italianen wonen er 6 in Molise, 0,6% van de totale nationale bevolking.
De hoofdstad van de regio is Campobasso. Molise wordt opgedeeld in twee provincies: Campobasso en Isernia. Hoofdstad van de laatste is de stad Isernia, de tweede stad van Molise. De Adriatische kuststad Termoli is de derde stad.

## Demografie
De meerderheid van de Molise inwoners is Italiaans. Er zijn twee etnische minderheden. Er wonen vijfduizend Molisekroaten en een onbekend aantal Molisealbanezen. De Molisekroaten hebben als moedertaal Ouddalmatisch (een vorm van Servo-Kroatisch) en zijn merendeel rooms-katholiek. De Molisealbanezen spreken Arbëresh, een Albanees dialect dat ver afwijkt van de standaardtaal Albanees. Zij zijn voornamelijk oosters-katholiek.

## Landschap

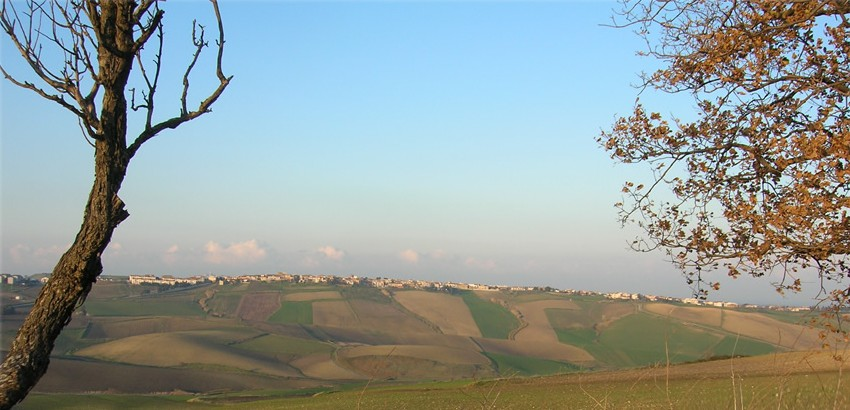
Landschap bij Ururi in Oost-Molise

Molise is overwegend bergachtig. De Apennijnen zijn niet zo hoog en ruig als in de buurregio Abruzzen, maar meer glooiend. Toch is de regio rotsachtig, niet alleen in de bergen, maar ook in de voor landbouw gebruikte vlaktes. De hoogste bergen liggen in het uiterste zuiden (Monti del Matese) en in het westen (La Meta). Het heuvelachtige binnenland wordt doorsneden door de rivieren Trigno en Biferno, die uitmonden aan de Adriatische Zee. De kust van Molise is 38 kilometer lang. Er ligt maar een plaats van betekenis: Termoli (30.000 inw.). Het toerisme is minder goed ontwikkeld, ondanks de uitgestrekte brede witte zandstranden. Molise is een van de dunst bevolkte gebieden van het land. Een groot probleem is de ontvolking, veel mensen van het platteland trekken naar de grotere plaatsen of verhuizen naar het welvarende noorden van Italië. Grote steden kent Molise niet, de enige stad met meer van 50.000 inwoners is de hoofdstad Campobasso.

## De rivieren
De voornaamste rivieren zijn de Trigno, de Biferno en de Fortore. Alle drie monden ze uit in de Adriatische Zee.
De Trigno ontstaat in het hooggebergte rondom de plaats Vastogirardi, in de provincie Isernia. De rivier vormt voor een groot deel de grens met de regio Abruzzen. De Biferno begint in de Monti del Matese, en heeft zijn monding enkele kilometers ten oosten van Termoli. De Fortore vormt voor een deel de grens met Apulië. Hij heeft zijn oorsprong in de Monti d. Dáunia, loopt via het Lago di Occhito, om uiteindelijk in de zee te eindigen in het noorden van Apulië.
Het zijn alle drie woest stromende rivieren: door winterse buien en het smelten van de sneeuw lopen de rivieren vol met water. In de zomer daarentegen droogt de bedding gedeeltelijk of geheel op.
In Molise ontspringt een andere grote rivier, de Volturno. De bron ligt ten zuiden van de stad Castel S. Vicenzo, in het Parco Nazionale d'Abruzzo-Lazio-Molise. Uiteindelijk mondt de rivier uit in de Tyrreense Zee, nabij Castèl Volturno.

## Bezienswaardigheden
- Campobasso: historisch centrum
- Termoli: centrum en kust
- Archeologische zone "Saepinum" (Sepino)
- Gebergte Monti del Matese

## Provincies en belangrijke steden

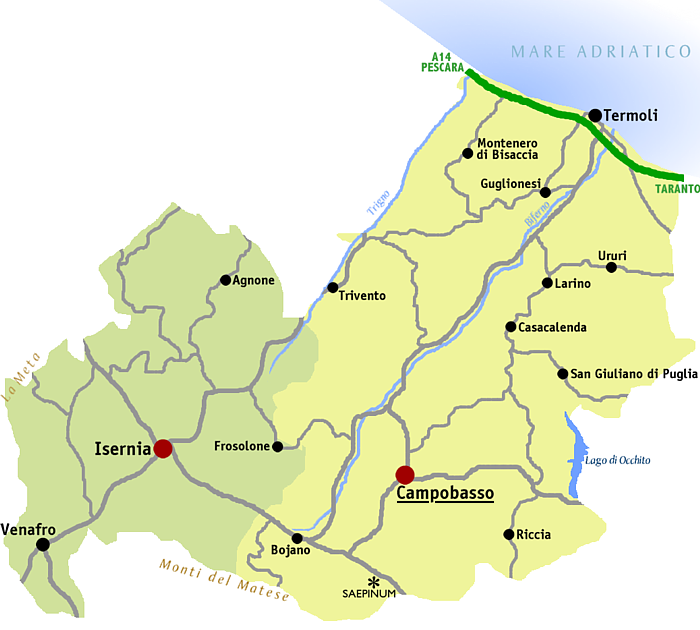
Kaart van de regio

|  | Provincie  | Afkorting | Hoofdstad  | Belangrijke plaatsen |
|  | Campobasso | CB        | Campobasso | Termoli              |
|  | Isernia    | IS        | Isernia    | Venafro              |